# Palazzo Bonacolsi
Palazzo Bonacolsi (Castiglioni) è un edificio storico di Mantova, sito in piazza Sordello, di fronte al palazzo ducale.

## Storia

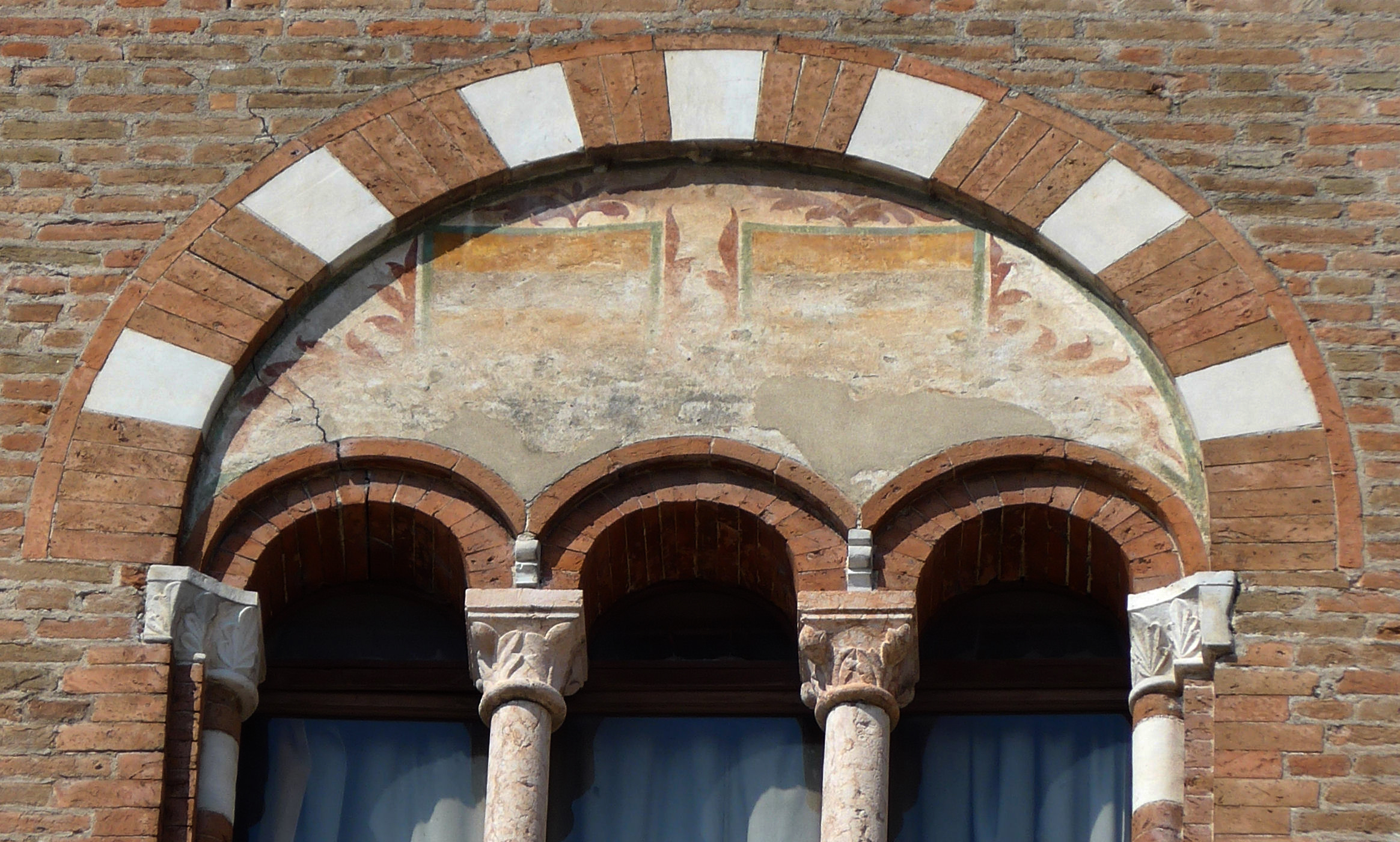
Trifora di Palazzo Bonacolsi sormontate da stemmi della famiglia.

Stemma dei Bonacolsi

Il palazzo, interamente in cotto sormontato da merli ghibellini, fu edificato alla fine del XIII secolo da Pinamonte dei Bonacolsi su un terreno acquistato da Rolandino de Pacis, che ne fece la dimora della sua potente famiglia. Pinamonte acquisì ed affiancò al palazzo altri edifici contigui nella civitas vetus, tra i quali la torre della Gabbia, simbolo del potere dei Bonacolsi. Il palazzo più prestigioso venne lasciato dal padre in eredità al figlio secondogenito Bardellone, suo successore nel governo della città.

La famiglia Bonacolsi ha governato Mantova nel corso del XIII secolo fino a quando, il 16 agosto 1328, l'ultimo Bonacolsi, Rinaldo, è stato rovesciato durante una rivolta sostenuta da Luigi Gonzaga, che ha preso il potere.
Dal 1328 il palazzo divenne di proprietà di Ludovico I Gonzaga, capitano del popolo di Mantova. Passato al marchese Gianfrancesco I Gonzaga, venne da questi concesso al figlio Alessandro Gonzaga che, morendo senza figli, lo lasciò al fratello Ludovico.
Dal 1479 al 1487 fu la residenza cittadina della contessa di Rodigo Antonia del Balzo, consorte di Gianfrancesco Gonzaga, capostipite dei Gonzaga di Sabbioneta e Bozzolo.

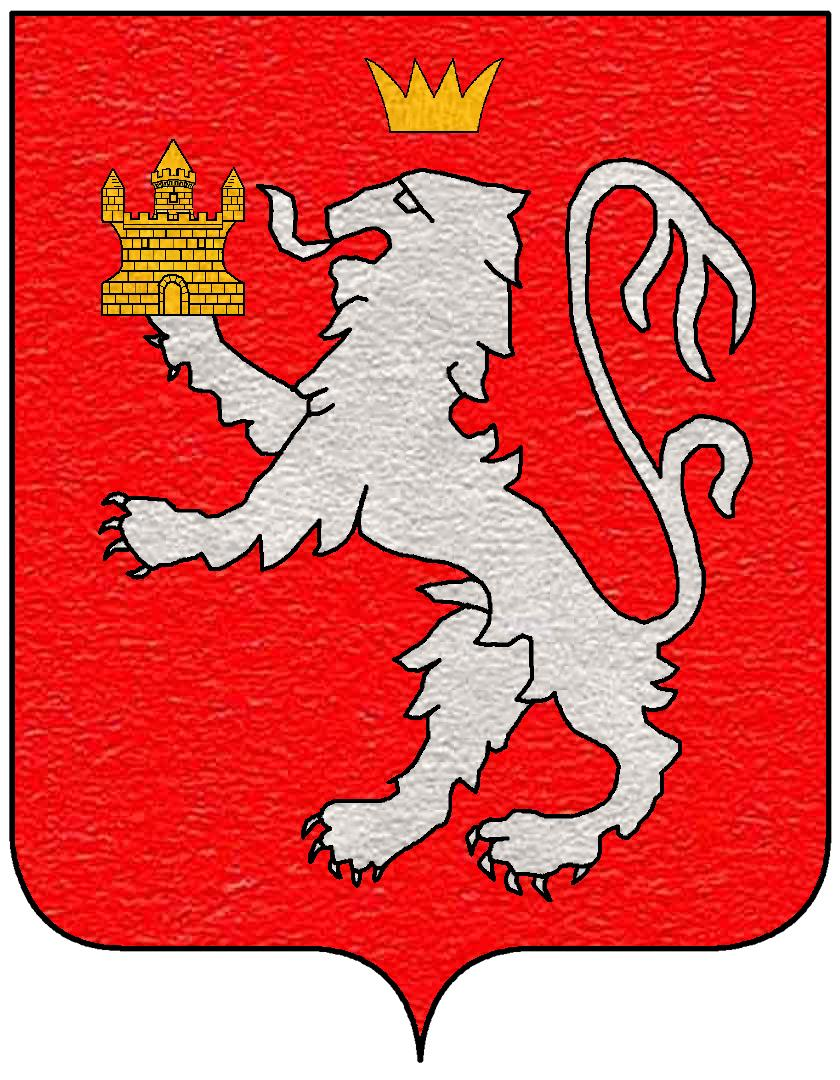
Stemma dei Castiglioni

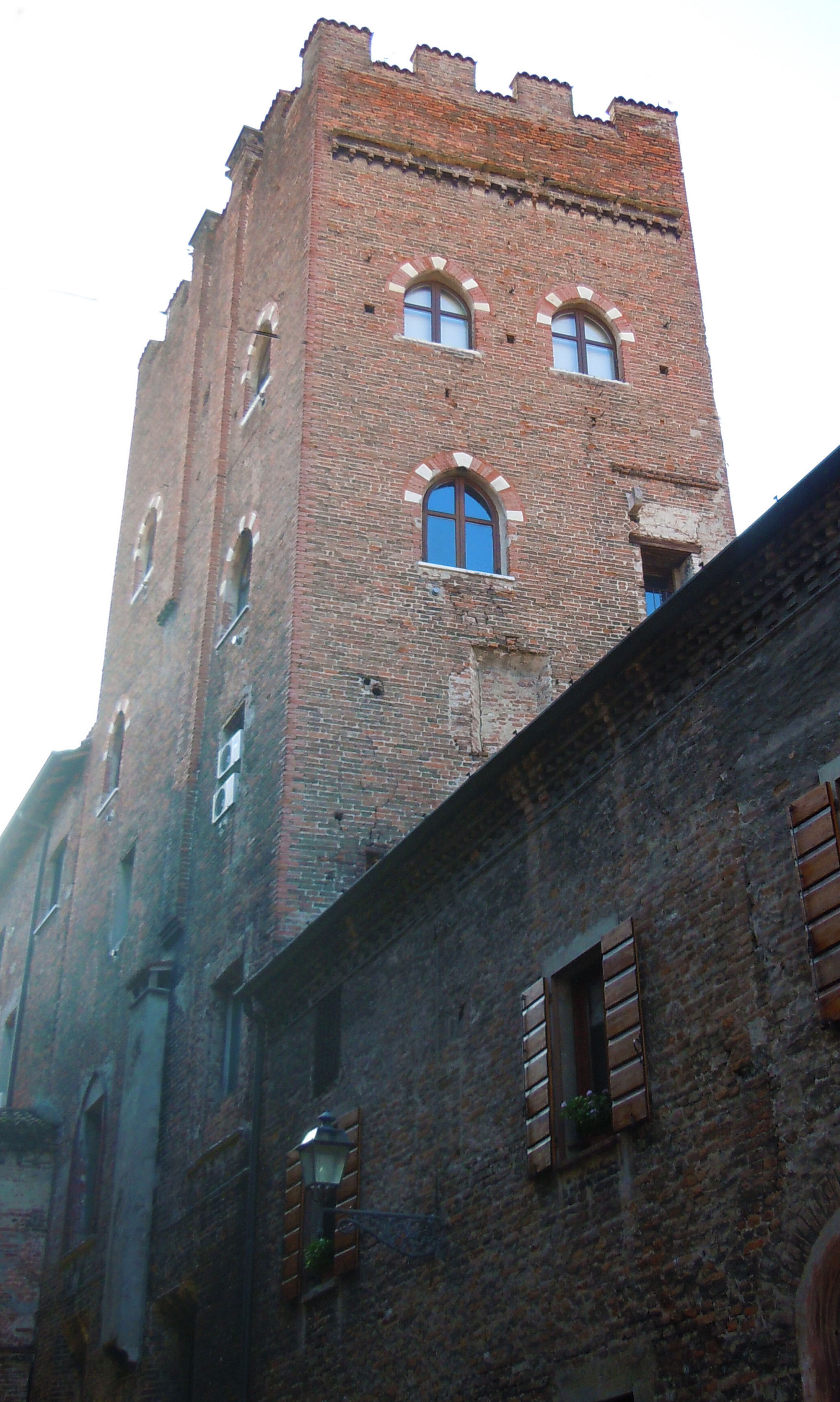
Casa torre dei Bonacolsi

Palazzo Bonacolsi è attualmente denominato "palazzo Castiglioni" dal nome della famiglia che lo acquistò agli inizi dell'Ottocento dai conti Bevilacqua. Quella dei Castiglioni è stata una delle più importanti famiglie aristocratiche lombarde dal X secolo. La maggior parte dei membri hanno avuto la loro dimora a Milano: il ramo mantovano nacque nel 1440 da Baldassarre Castiglione, il nonno dell'autore omonimo del libro Il Cortegiano, il diplomatico-letterato Baldassarre Castiglione (1478-1529).
Della costruzione fa parte anche la possente casa torre, situata nell'attiguo vicolo, voluta da Pinamonte Bonacolsi nel 1280 circa, a protezione dei palazzi posseduti dalla famiglia in piazza San Pietro, nella civitas vetus.